# Shannon Walker
Shannon Walker (Texas, Estados Unidos, 4 de junio de 1965) es una científica y astronauta estadounidense de la NASA, cuya primera misión espacial fue la Expedición 24 en la Estación Espacial Internacional con despegue el 15 de junio de 2010. Está casada con un astronauta de la NASA, el australiano Andy Thomas. Es miembro de la Asociación de Pilotos y Propietarios de Aeronaves (AOPA) y la Organización Internacional de Mujeres Pilotos de Ninety-Nines.

## Biografía
Shannon Walker nació en Huston, Texas, y se graduó en la Westbury High School en Houston en 1983. Recibió una Licenciatura en Física por la Universidad Rice, en Houston en 1987 y recibió una Maestría y un Doctorado en Física del Espacio por la Universidad Rice en 1992 y 1993, respectivamente.

## Carrera en la NASA

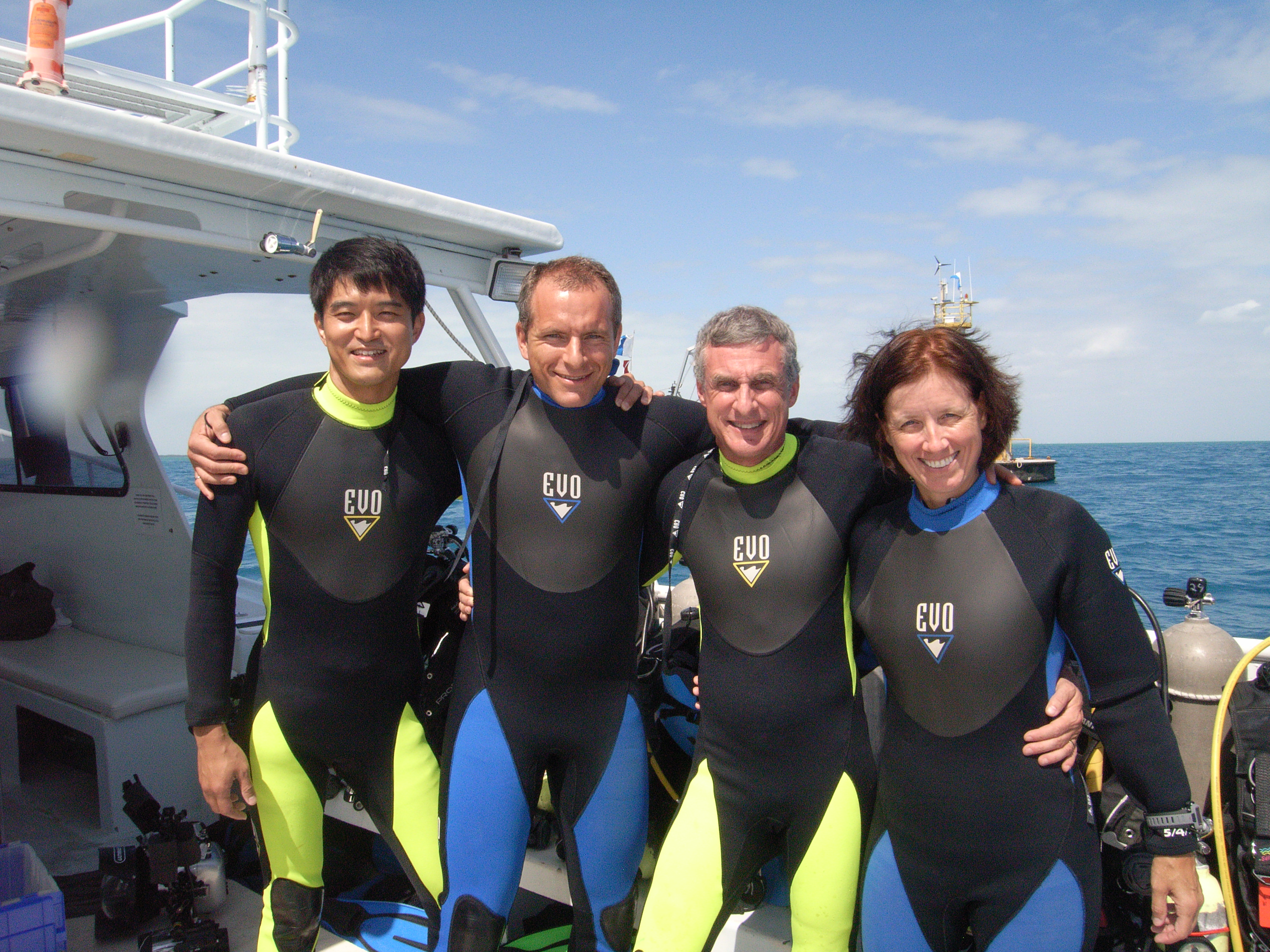
Equipo de astronautas de la NEEMO 15

Walker comenzó su carrera profesional con la Compañía de Operaciones Espaciales de Rockwell en el Centro Espacial Johnson en 1987 como controlador de vuelo robótico para el Programa del Transbordador Espacial. Trabajó en varias misiones del transbordador como controladora de vuelo en el Centro de control de misiones, incluyendo la STS-27, la STS-32, la STS-51, la STS-56, la STS-60, la STS-61 y la STS-66.
De 1990 a 1993, se ausentó del Centro Espacial Johnson para asistir a la escuela de postgrado, donde su área de estudio era la interacción del viento solar con la atmósfera de Venus. En 1995 se unió al servicio civil de la NASA y comenzó a trabajar en el Programa de la Estación Espacial Internacional (ISS) en el Centro Espacial Johnson. Trabajó en el área de integración robótica con los socios internacionales de ISS en el diseño y la construcción del hardware robótico para la estación espacial.
En 1998 se unió a la Sala de Evaluación de Misiones (MER) de la ISS como gerente para coordinar la resolución de problemas en órbita para la Estación Espacial Internacional. En 1999 se trasladó a Moscú, Rusia para trabajar con la Roscosmos y sus contratistas en las áreas de integración de aviónica para la ISS, así como la resolución integrada de problemas para la ISS. Regresó a Houston en el 2000, después de un año en Rusia, y se convirtió en la líder técnica para el ISS MER, así como en la subgerente de la Oficina de Ingeniería On-Orbit. Más recientemente, antes de ser seleccionada como candidata a astronauta,  fue la gerente interina de la Oficina de Ingeniería On-Orbit.
Fue seleccionada por la NASA como candidata a astronauta en mayo de 2004, y en febrero de 2006 completó el Astronaut Candidate Training, que incluyó sesiones informativas científicas y técnicas, instrucción intensiva en sistemas Shuttle y Estación Espacial Internacional, entrenamiento fisiológico, entrenamiento de vuelo T-38 y agua y entrenamiento de supervivencia en el desierto. La finalización de esta capacitación inicial la califica para varias asignaciones técnicas dentro de la Oficina de Astronautas y la futura asignación de vuelo como especialista de la misión. A principios de septiembre, había visitado la Escuela Intermedia Johnston, junto con los estudiantes de Parker y Westbury. Allí, a través de la televisión, habló sobre los sueños y la educación.

### Expedition-24/25
Walker fue asignada como Comandante de reserva para la Expedición 22 de la ISS y como Ingeniera de vuelo en la tripulación de la Expedición 25. Voló al espacio lanzada desde el cosmódromo de Baikonur en Kazajistán, el 15 de junio de 2010 en la Soyuz TMA-19. Regresó a la Tierra a bordo del Soyuz TMA-19 el 25 de noviembre de 2010.
El 19 de septiembre de 2011, la NASA anunció que dirigiría la misión de exploración submarina NEEMO 15 a bordo del laboratorio submarino Aquarius, del 17 al 30 de octubre de 2011. Retrasada por el clima tormentoso y la alta mar, la misión comenzó el 20 de octubre de 2011. En la tarde del 21 de octubre, Walker y su tripulación se convirtieron oficialmente en acuanautas, después de haber pasado más de 24 horas bajo el agua. La NEEMO 15 terminó temprano, el 26 de octubre debido a la llegada del Huracán Rina.
En marzo de 2017, la NASA anunció que Walker entrenará como reserva de Joseph Acaba para la Expedición 53/54 a la Estación Espacial Internacional, y la propia Walker se lanzará en la Soyuz MS-12.

Emblemas de las misiones
Expedición 24
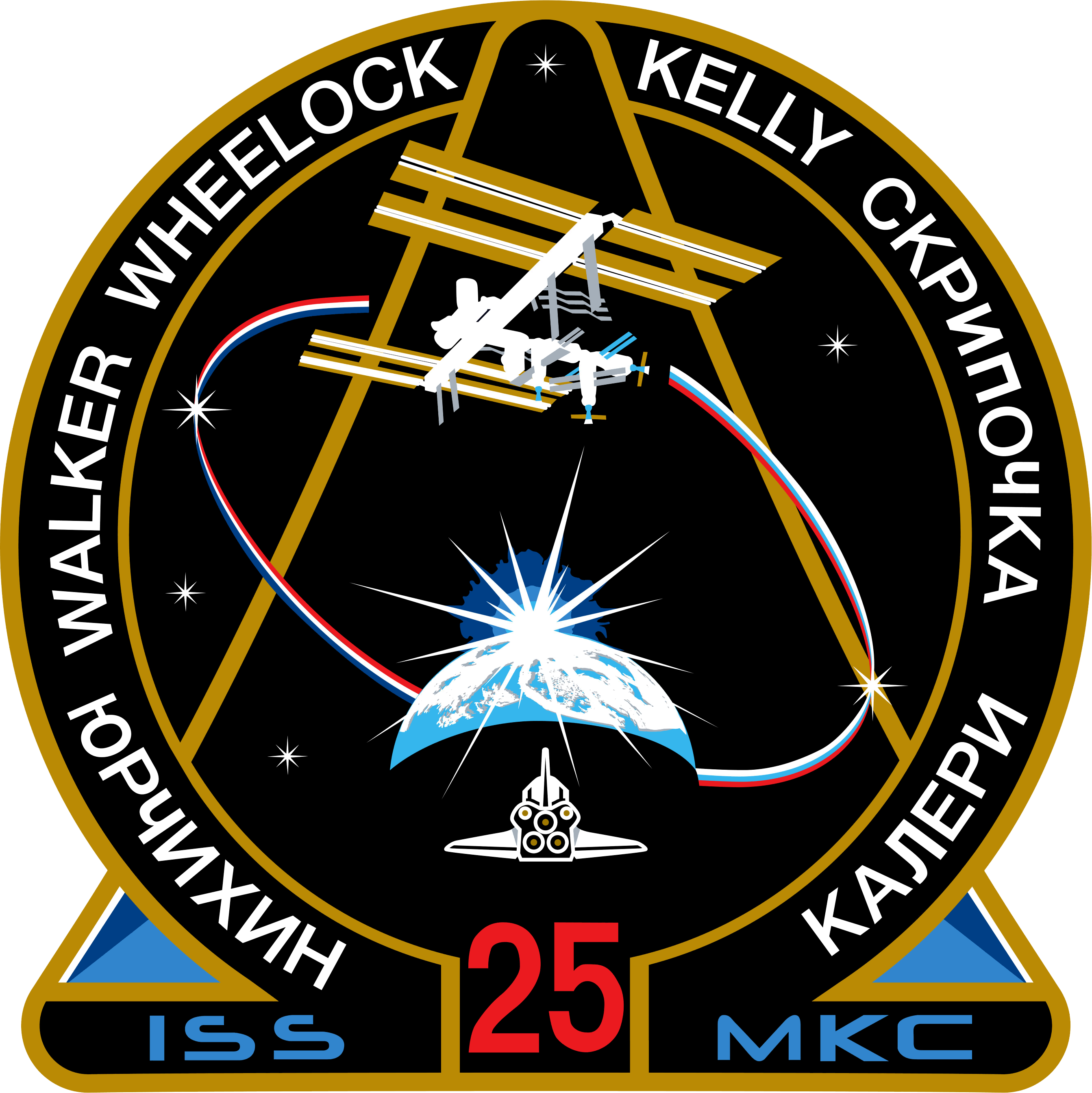
Expedición 25